# 坂林佳奈
坂林 佳奈（さかばやし かな、1997年1月26日 - ）は、日本の女性アイドルで、SUPER☆GiRLSのメンバー。
兵庫県出身。エイベックス・マネジメント所属。愛称は、かなぽん。

## 略歴
中学生のときに美空ひばりに憧れ芸能界に入ることを目標とし、音楽系の高等専修学校へ進学。高専時代からボイストレーニングやダンスレッスン等を受けており、同時期からライブハウスでの歌唱披露なども行っていた。エイベックスへの入所を希望しており、2018年7月、『SUPER☆GiRLS 超オーディション!!!!』（MBSラジオルート部門）に応募。同10月6日に行われたファイナリスト決定イベントに進出し、同ルートのファイナリスト6名のうちの1人として選出された。同11月4日に行われた公開最終審査を経て、同12月19日に開催された『SUPER☆GiRLS超LIVE 2018 8th DEBUT Anniversary 〜NEW GENERATIONS!!!!〜』でSUPER☆GiRLS 4期生として正式に加入し、お披露目された。その後はグループ内での活動だけでなく、青年誌『週刊ヤングマガジン』・『FRIDAY』・『FLASH』・『週刊プレイボーイ』へのソログラビア掲載など、個人での活動の幅も広げている。また、2018年にはJ-POP曲の歌唱カバー動画を投稿する個人のYouTubeチャンネルを開設したり、2021年にはSUPER☆GiRLSの楽曲『Bloom』の作曲を行うなど、音楽制作活動も継続して行っている。

## 人物
SUPER☆GiRLSでのイメージカラー（超絶カラー）はスプリング・グリーン（黄緑色）。趣味は歌、ランニング、筋肉トレーニングなど。特技として中距離走を挙げており、中学生時代は陸上部に所属していた。幼い頃から体を動かすことが好きで、理由として「周りに山しかないという田舎に住んでいたので、遊ぶといっても、走るしかありませんでした」と本人は述べている。
大のマグロ好きを公言しており、マグロ料理やグッズの収集を行っている他、2020年2月にTBC東北放送で放送されたグループの番組『出張スパガ☆Times アイドルが番組つくったらこうなった』では、自身発案の企画として実際に日本一の生鮮メバチマグロの水揚げ量を誇る宮城県塩竈市を訪問し、マグロの解体を経験している。本人は「マグロを食べている時はライブの次ぐらいの幸福感がある」と述べている。

## 出演

### ライブ・イベント
- 坂林佳奈 創業25周年大感謝祭 〜25年目の Memorial Lord of Fire is Sky's The Limit ですっ！〜（2022年1月22日、パームス秋葉原）[22]
- 坂林生誕ソロライブ「待たせたな！坂林佳奈トゥエンティーシックス大感謝祭！〜スプリングの訪れを添えて〜」（2023年1月21日、パームス秋葉原）[23]
- 坂林佳奈 生誕祭 〜今年も全力出し切ります！〜（2025年1月25日、表参道GROUND）

### テレビ
- 全力坂（2021年6月17日・7月6日、EX）[24][25]

### 舞台
- 朗読劇『散りて尚、』（2025年4月9日 - 13日、劇場MOMO） - ミツキ 役（Wキャスト）[26]

## 書籍

### デジタル写真集
- FRIDAYデジタル写真集（講談社）
  - 坂林佳奈&門林有羽「ダブルファンタジー」（2020年9月17日）[27]
  - 坂林佳奈「キュンとして」（2020年9月17日）[28]
- 週プレ PHOTO BOOK 坂林佳奈「ステージを降りたら」（2021年10月4日、集英社）[29]